# 博爾扎夫西克
48°15′17″N 23°2′6″E / 48.25472°N 23.03500°E
博爾扎夫西克（烏克蘭語：Боржавське）是位於烏克蘭西部外喀爾巴阡州裏貝雷霍韋區的村莊，始建於1351年，面積57.27平方公里，海拔高度190米，2001年人口2,909，人口密度每平方公里0.51人。